# Прошян, Перч
Перч Прошян (арм. Պերճ Պռոշյան; 3 июня 1837, Аштарак — 23 ноября 1907, Баку) — армянский писатель

-романист, журналист, поэт и педагог.

## Биография
Перч Прошян родился 3 июня 1837 года в городе Аштараке; образование получил в Нерсесьянской школе в Тбилиси.  
В начале 1860-х годов П. Прошян стал членом редакции журнала «Крунк»; в 1860 году появился его первый роман «Сос и Вартитэр», написанный под влиянием произведения «Ран Армении» Х. Абовяна, на аштаракском диалекте и обративший на себя общее внимание.
В 1872 году стал работать в только что основанной газете «Мшак» («Работник»), но вскоре уволился из-за принципиальных разногласий с редактором Григором Арцруни. 

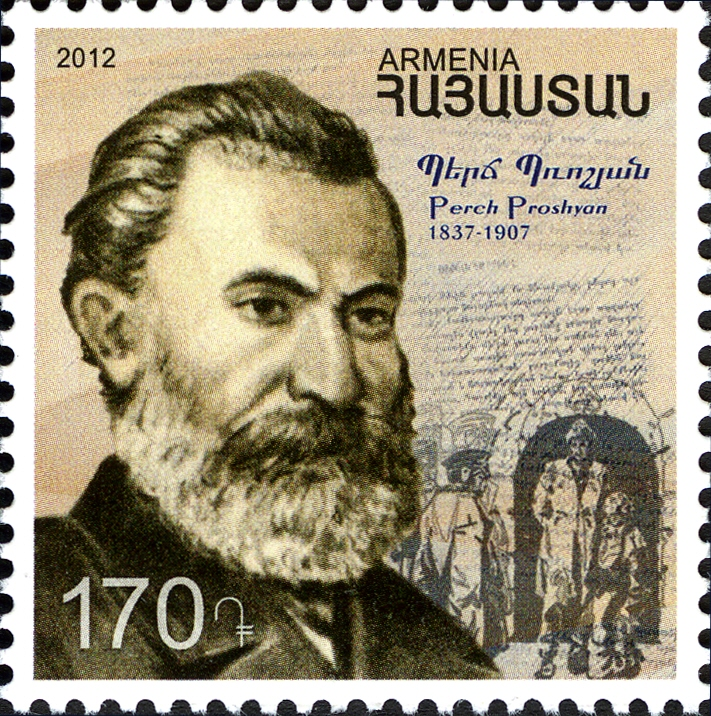
Почтовая марка Армении

В 1877 году вступил в состав редакции одного из лучших армянских журналов того времени «Порц» (выходил с 1876 по 1881 гг.). 
Одновременно с этим Перч Прошян занимался и педагогической деятельностью (сперва в Шуше, затем в Тифлисе, позднее стал преподавать армянский язык в нерсесьянской семинарии). 
Загоревшись идеей основания постоянного армянского театра, Прошян в 1863 году, вместе с артистом М. О. Амрикяном, стал во главе драматического кружка, оставившего заметный след в истории армянской сцены. 
Не раз Прошяну приходилось терпеть нужду, чуть не голодать, особенно в конце 1860-х гг., когда козни недругов лишили его места, и он вынужден был заниматься фотографией, чтобы заработать средства к существованию. 
Перч Прошян написал романы: «Из-за хлеба», «Яблоко раздора», «Шаген», «Цецер» (1889), много рассказов и повестей, публицистических статей, переводов и т. д. Главная сфера наблюдений Прошяна — крестьянская среда; он знает, как никто, жизнь армянской деревни и описывает ее с гуманным чувством и видимой симпатией к народу. Его можно назвать романистом-этнографом; в романах «Сос и Вартитэр» и «Из-за хлеба» описаны почти все деревенские праздники, полевые работы, сбор податей, сельский сход, народные игры. 
В конце XIX на страницах «Энциклопедического словаря Брокгауза и Ефрона» русский критик Ю. А. Веселовский дал следующую оценку творчеству писателя: 
«П. не закрывает глаза на темные стороны крестьянской жизни, выводит кулаков, кабатчиков, эксплуататоров, плутоватых старост и заправил общины, но, наряду с этим, в ранних произведениях Прошяна заметна иногда некоторая наклонность к идеализации и сентиментальности. Произведения Прошяна написаны очень картинным и выразительным, иногда истинно-поэтичным новоармянским языком.»
Перч Прошян умер 23 ноября 1907 года в городе Баку.
Его сын Прош (1883—1918) стал левым эсером, в 1918 году занимал пост наркома почт и телеграфа РСФСР.